# Qu'aiti
Qu'aiti, o Sultanato Qu'aiti de Shihr y Mukalla, fue un sultanato en la región de Hadramaut en el sur de la península arábiga, en lo que hoy es Yemen. Su capital era Mukalla, y estaba dividida en seis provincias, incluidas Al-Mukalla, Ash-Shihr, Shibam, Du'an, la Provincia Occidental y Hajr . Aparte de Al-Mukalla, Ash-Shihr y Shibam eran las principales ciudades del Sultanato.
El Sultanato se extendía por la costa del Océano Índico hasta la frontera de Mahra, abarcaba Shabwa, los valles centrales y los asentamientos oasis de Hadhramaut, y controlaba el Barrio Vacío del sur.

## Historia

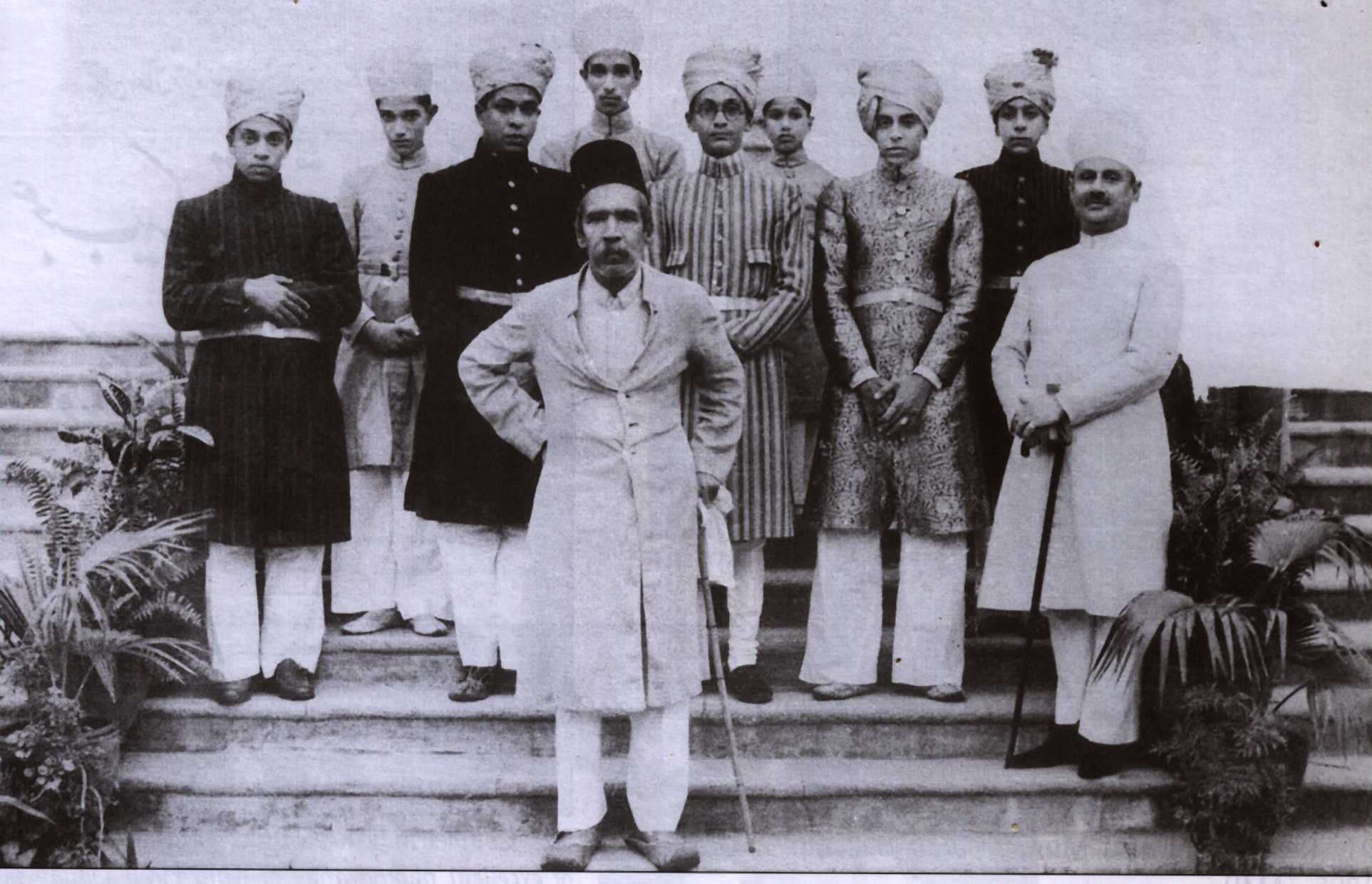
Asaf Jah VII el Nizam de Hyderabad Deccan con la Familia Real Al-Quaiti

Los hijos de Umar bin Awadh al Qu'aiti, que se convirtió en jemadar en las fuerzas de Nizam del estado de Hyderabad (hoy en India), tomaron por primera vez la ciudad de Shibam de manos de su rival Kathiri en 1858 para consolidar su dominio sobre todo Hadhramaut.
En 1866, el sultán Ghalib bin Muhsin, jeque de Kathiri, expulsó a Ali bin Naji de Shihr y tomó posesión del fuerte. En ese momento, la ciudad interior de Shibam estaba en manos de la tribu Qu'aiti, cuyo jeque Abdulla, temiendo que la captura de Al Mukalla siguiera a la de Shihr y que se cortara su comunicación con la costa, solicitó ayuda a sus hermanos, al servicio del estado de Hyderabad, contra el sultán Ghalib bin Muhsin. Acto seguido, el ministro de Nizam presentó una solicitud de intervención armada del Gobierno británico en nombre del legítimo jemadar de Shihr. El gobierno, sin embargo, se negó a interferir o permitir que árabes de la costa india prepararan una expedición armada.
En abril de 1867, Awadh (Nawaz) bin Umar, más conocido por su título de Hyderabad de sultán Nawaz Jang, un hermano de Abdulla, jemadar de Qu'aiti, después de establecer un bloqueo en la costa del mar, desembarcó cerca de Shihr, atacó e hizo huir al sultán Ghalib bin Muhsin y estableció la autoridad de su hermano como jemadar de Shihr. El jeque de Kathiri intentó en diciembre del mismo año retomar el lugar pero fue rechazado por los Qu'aiti, que desde entonces han permanecido en posesión del puerto y del distrito de Shihr, por lo que el jeque de Kathiri solicitó permiso al gobierno británico para recuperar el puerto por la fuerza, pero se consideró indeseable interferir. Al mismo tiempo, el ministro de Nizam declaró su disposición a prohibir cualquier injerencia por parte de los súbditos de Hyderabad en los asuntos de Hadramaut.

Salih bin Muhammad murió en 1873, poco después de la conclusión de un tratado con él, por el cual se comprometía, para él y sus herederos y sucesores, a prohibir la importación o exportación de esclavos hacia o desde Mukalla y sus dependencias. Fue sucedido como Naqib su hijo Umar bin Salih quien aceptó una oferta del jemadar de Qu'aiti de Shihr para ayudarlo a reducir al refractario jeque de Duan. Aprovechando su admisión con 600 seguidores en el fuerte de Mukalla, el jemadar Qu'aiti exigió el pago de una deuda que supuestamente le debía su difunto padre. Al verse impotente para resistir esta exigencia, el actual Naqib consintió en un tratado en virtud del cual aceptaba ceder la mitad de Mukalla, de Bandar Burum y del distrito de Al-Harshiyyat a cambio de un pago de 2,5 lakhs de dólares, de los cuales, sin embargo, la deuda contraída con el jemadar de Qu'aiti debía deducirse. Pero las hostilidades continuaron y los Naqib firmaron una alianza con los Kathiri y los Qu'aiti, con la ayuda de sus parientes en Hyderabad, compraron un barco y lo enviaron a Adén. Allí fue detenida según las disposiciones de la Ley de alistamiento extranjero de 1870, y no fue liberado hasta que el jemadar de Qu'aiti se comprometió bajo una fuerte pena a enviarlo de inmediato a Bombay sin tocar ni emprender ninguna operación contra ninguno de los puertos de Hadhramaut. Además, intentó establecer un bloqueo de Mukalla y acaparó embarcaciones nativas sospechosas de dirigirse a ese puerto. Por el saqueo de tres de esos buques se vio obligado a pagar una indemnización de Rs. 6142 y advirtió sobre las consecuencias de tal interferencia con el comercio en el futuro.
En 1873 se concluyó un compromiso con el jemadar de Shihr, por el cual se imponía a sí mismo, a sus herederos y sucesores a prohibir la importación o exportación de esclavos hacia o desde Shihr y sus dependencias.
El gobierno británico evitó constantemente la interferencia o el arbitraje en las disputas entre el naqib de Mukalla y el jemadar de Shihr, y no tomó ninguna medida al respecto más allá de pedir garantías a los ministros del estado de Hyderabad de que las personas al servicio del Nizam, que pudieran ser declarados culpables de participar en la disputa, suministrando dinero y municiones de guerra a sus familiares de ambos bandos, prolongando así la contienda, pudieran ser despedidos. Pero finalmente, en 1876, como no había perspectivas de un cese de las hostilidades sin alguna interferencia autorizada, el Residente Político de Adén, actuando bajo la autoridad del Gobierno, visitó a los dos jefes y, gracias a su mediación, se concluyó una tregua de dos años, al término del cual se dispuso una nueva prórroga de un año. Sin embargo, no se llegó a un acuerdo permanente y finalmente se reanudaron las hostilidades en 1880 y dieron como resultado la captura de Burum por el jemadar de Shihr. Llevado al extremo, el naqib de Mukalla firmó los acuerdos elaborados por el Residente Político y Burum fue evacuado por el jemadar de Shihr.

Bandera del estado de Qu'aiti (1880-1939)

Tan pronto como el Naqib quedó así liberado de la presión inmediata, repudió los términos del acuerdo. Acto seguido, el Gobierno de la India ordenó que el jemadar fuera reemplazado en posesión de Burum, que fue entregado por el naqib sin más derramamiento de sangre. Finalmente, en noviembre de 1881, este último se entregó al comandante del HMS Dragon y fue trasladado con sus dependientes a Adén, mientras que el Jemadar de Shihr quedó en posesión de Mukalla y sus dependencias. Desde Adén, el Naqib fue a Zanzíbar con varios jeques y seguidores, y en 1888 aceptó la manutención que se le proporcionó.
En 1882, se concluyó un compromiso con el Jemadar de Shihr y Mukalla por el cual se convirtió en estipendiario británico, asignándole a él, a sus herederos y a sus sucesores una asignación de 300 dólares al año. Al mismo tiempo, el Jemadar pagó más de 100.000 dólares al residente de Adén para el mantenimiento del Naqib de Mukalla.
El 1 de mayo de 1888, se concluyó un Tratado de Protectorado con el jemadar Abdulla bin Umar y su hermano Awadh bin Umar.
El jemadar Abdulla bin Umar murió el 25 de noviembre de 1888 y el gobierno autorizó la continuación del saludo y el estipendio a su hermano Awadh bin Umar (sultán Nawaz Jang).
En 1896, tuvo lugar una disputa entre el jemadar Awadh bin Umar y sus sobrinos, Husein y Munassar, sobre su derecho de sucesión y la división de sus bienes. En septiembre de 1901, el Residente intentó llegar a un acuerdo pero fracasó. Una nueva conferencia celebrada en Adén en febrero de 1902 no tuvo más éxito. El jemadar Awadh bin Umar fue a la India para presentar su petición ante el virrey, mientras que sus sobrinos regresaron a Shihr después de firmar un compromiso de no interferir con la administración de su país. El acuerdo se rompió y en junio el residente, acompañado por el jemadar Awadh bin Umar, se dirigió a Shihr con una fuerza armada. Husein se sometió y fue llevado a Adén, seguido poco después por Munassar.
La solución de la disputa entre Awadh bin Umar y sus sobrinos se sometió luego a arbitraje, lo que resultó en la concesión de una gran suma de dinero a Husein y Munassar y sus familias. Ellos, sin embargo, se negaron a aceptar el premio y en julio de 1904 partieron hacia la India y hasta ahora (diciembre de 1930) la disputa sobre el dinero del Trust de los sobrinos no se ha resuelto.
En 1902, se autorizó una salva permanente de 9 cañonazos para el Jemadar de Shihr y Mukalla, y su título fue cambiado de Jemadar a Sultán.
A finales de 1904, el sultán compró una participación en el puerto de Balahaf al sultán wahidi Salih bin Abdulla, pero el gobierno se negó a sancionar el acuerdo.
En 1906, el sobrino del sultán, Munassar, escribió para informar de la muerte de su hermano Husein y trató sin éxito de reabrir la cuestión de sus diferencias con el sultán.
En el Acuerdo Qaiti-Wahidi de 1910, el sultán de Wahidi permitió el paso a través de su territorio al sultán de Shihr y Mukalla.
En diciembre de 1910, el sultán Awadh bin Umar murió, dejando un testamento nombrando a su hijo mayor Ghalib como su sucesor y ordenando que el sucesor de Ghalib fuera su hermano Umar bin Awadh, a quien le sucedería el hijo de Ghalib bin Awadh, Salih, y así sucesivamente. La sucesión se alternó entre las familias de sus dos hijos Ghalib bin Awadli y Umar bin Awadh. De acuerdo con los términos de este testamento, Ghalib sucedió como sultán de Shihr y Mukalla, y continuó recibiendo el estipendio pagado a su padre.
En 1916, el sultán envió a Adén a su ministro Khan Bahadur Sayyid Husein bin Hamid el Mehdar para discutir la cuestión de su soberanía sobre Hadhramaut. Sayyid Husein elaboró un proyecto de acuerdo sobre el estatuto y la administración futuros de Balahaf y los demás territorios wahidíes, que el sultán propuso firmar con el sultán de Balahaf y sus hermanos, sujeto a la aprobación del gobierno. Sayyid Husein afirmó que el sultán había celebrado acuerdos con ciertas tribus de los Hadramaut, de las cuales estaba ansioso por obtener el reconocimiento del Gobierno, y pidió que, en caso de que se acordara, no se permitiera a las tribus el contacto directo con la Residencia de Adén. El Gobierno de la India explicó que, si bien no deseaba plantear ninguna objeción al acuerdo al que el Sultán había llegado con el Sultán Muhsin y sus hermanos, prefería aplazar su decisión con respecto a éste, así como a los demás acuerdos con las tribus del interior, hasta que se establecieran condiciones normales.
El sultán Ghalib murió en Hyderabad en junio de 1922, dejando un testamento en el que nombraba a su hijo Salih como su sucesor.
Salih al principio reclamó la sucesión, pero finalmente llegó a un acuerdo con su tío de acuerdo con los términos del testamento de su abuelo por el cual Umar bin Awadh sucedería como sultán de Shiihr y Mukalla reconociendo a Salih bin Ghalib como su heredero.
En 1923, el gobierno británico reconoció la sucesión del sultán Umar y se le continuó pagando el estipendio mensual de 30 dólares. Ese mismo año se le concedió un saludo personal de 11 cañonazos.
En 1931, los miembros de la tribu del sultán, incluidos los beduinos, sumaban alrededor de 60.000 y sus ingresos brutos anuales se estimaban en Rs. 6,25.000.
Mientras Gran Bretaña planeaba la eventual independencia de Arabia del Sur en la década de 1960, Qu'aitis declinó unirse a la Federación de Arabia del Sur patrocinada por los británicos, pero permaneció bajo la protección británica como parte del Protectorado de Arabia del Sur . A pesar de las promesas de un referéndum de la ONU para ayudar a determinar el futuro del Estado de Qu'aiti en el sur de Arabia el 17 de septiembre de 1967, las fuerzas comunistas invadieron el reino y, en noviembre de ese año, el Estado de Qu'aiti fue integrado por la fuerza sin un referéndum. en el Yemen del Sur comunista. Yemen del Sur se unió posteriormente con Yemen del Norte en 1990 para convertirse en la República de Yemen.

## Himno nacional
| Arábica                                                        | Traducción en español                                                                                  | romanización                                                                                    |
| -------------------------------------------------------------- | --- | ----------------------------------------------------------------------------------------------- |
| شرف السلطان بشرى بقدومك الغمام لنا إذن و فخرا كنا هذا و السلام | El honor del Sultán es una buena noticia, Alegría con tu venida, Estamos orgullosos, Éramos eso y paz. | Sharaf al-Sultan Bushra, Bequdoomeka al Ghamam, Lana 'ezzan wa fakhran, Kana hadha wa al-Salaam |

## Actual familia real Qu'aiti
Su Alteza (SS) el Sultán Ghalib II bin Awadh bin Saleh Al-Qu'aiti
Nacido el 7 de enero de 1948 en Londres. Gobernó del 10 de octubre de 1966 al 17 de septiembre de 1967; SS Sultan Ghalib tiene una licenciatura y una maestría del Magdalen College de la Universidad de Oxford en Estudios Orientales (Historia Islámica) y una maestría en Estudios Árabes de la Universidad de Cambridge, ambas con honores. El Sultán se graduó en la Millfield School. Ha sido residente saudí desde 1968 y actualmente reside en Jeddah. Tiene conocimiento práctico de siete idiomas, incluidos árabe, inglés, francés, alemán, persa, turco y urdu/hindi, lo que respalda su investigación de varios períodos históricos y regiones geográficas. Sultan Ghalib es el autor de Las ciudades santas, la peregrinación y el mundo del Islam y Los tres estados sauditas: el surgimiento de la Arabia Saudita moderna. Casada con Sultana Rashid (hermana del autor Ahmed Rashid y tía de Mishal Husain) nacida en Londres y que tiene una licenciatura de la Universidad de Oxford, una maestría de la Universidad de Cambridge y tiene descendencia:
Su Alteza el Príncipe Heredero Saleh Al-Qu'aiti
nacido en Londres, graduado en la Royal Military Academy Sandhurst y Millfield School; se casó con la princesa Salwa Al-Huraiby de Yafa'a y tiene descendencia:
- Príncipe Ghalib III bin Saleh
- Princesa Aliya bint Saleh

Su Alteza la Princesa Fátima Al-Qu'aiti
nació en Londres, tiene una licenciatura y una maestría de la Universidad de Oxford, se graduó en la Westonbirt School y asistió a la Universidad de Harvard; Se casó con el Príncipe Shad Al-Sherif Pasha, quien tiene una licenciatura de la Universidad de Oxford, Wheaton College (Massachusetts), una maestría de la Universidad de Chicago, un MBA de la London Business School, se graduó de la Westminster School y tiene problemas:
- Príncipe Solimán
- Príncipe Hashim

Su Alteza la Princesa Muzna Al-Qu'aiti
nacido en Jeddah, Arabia Saudita, tiene una maestría de la Escuela de Estudios Orientales y Africanos de la Universidad de Londres y una licenciatura de la Universidad Americana de El Cairo ; Se casó con Hisham Hafez de Medina, quien tiene una licenciatura de la Universidad de Richmond . Hisham es hijo del magnate de los medios Mohammed Ali Hafez, fundador de Asharq Al-Awsat, Arab News y Sayidaty , la principal revista semanal para mujeres de Oriente Medio y tiene un número:
- Príncipe Ismail
- princesa sultana
- princesa asma

## Sultanes de Qu'aiti

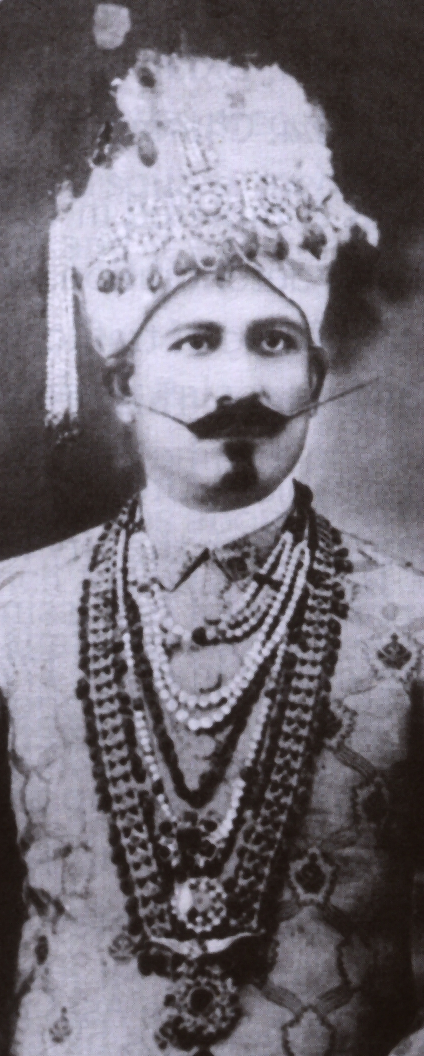
Umar bin-Awad al-Quaiti (1922-1936)

1. SS Jemadar/ Sultán Abdullah bin Omar Al-Quaiti – Gobernó como Jemadar de Shihr 1867–1882, luego como Sultán Nawaz Jang de Shihr y Mukalla 1882–1888
2. SS Sultán Awadh I bin Omar Al-Qu'aiti - Gobernó entre 1902 y 1909 (después de 14 años de una crisis de sucesión dinástica)
3. SA Sultán Ghalib I bin Awadh Al-Qu'aiti - Gobernó entre 1909 y 1922
4. Su Alteza el Sultán Omar bin Awadh Al-Qu'aiti - Gobernó entre 1922 y 1936
5. Su Alteza el Sultán Sir Saleh bin Ghalib Al-Qu'aiti KCMG - Gobernó entre 1936 y 1956
6. SS Sultán Awadh II bin Saleh Al-Qu'aiti - Gobernó entre 1956 y 1966, casado (primera) con Salma, casado (segunda) con Fátima, casado (tercera) con Sahibzadi Nazirunissa Begum, nieta del sexto Nizam Mahbub Ali Pasha, hija de Nawab Nazir Nawaz Jung Bahadur, hijo de Amir-e-Paigah (Viqar-ul-Umrah) y Sahibzadi Dawoodunissa Begum y tuvo descendencia:
7. SS Sultan Ghalib II bin Awadh Al-Qu'aiti (ver arriba "Familia Real Qu'aiti actual") - Gobernó hasta 1967

- Princesa Saleha bint Awadh Al-Qu'aiti
- El príncipe Omar bin Awadh Al-Qu'aiti se casó y tiene descendencia:
  - Príncipe Hussain bin Omar
  - Príncipe Mohammed bin Omar
  - Princesa Noor bint Omar
  - Princesa Maha bint Omar
  - Princesa Sara bint Omar
  - Princesa Leila bint Omar
  - Princesa Ghada bint Omar